# Atlas Pogo
Atlas Pogo är det andra albumet av den Stockholmsbaserade folkpunk-gruppen Crash Nomada, utgivet 2012 och det första albumet efter namnbytet från Dorlene Love.  Tillsammans med regissören Attila Urban gjorde bandet en musikvideo till singeln From Town To Town i mars 2011 och även singlarna Itineranza (2011) samt Leila (2012) gjordes videor till, denna gång med André Sebastie som regissör. Releasefest för albumet hölls både på Ögir i Köping på utgivningsdagen och några dagar senare på Debaser Slussen i Stockholm med bland andra Den flygande bokrullen som gästande artister.
I en intervju med Musktidningen.se förklarar sångaren Ragnar Bey att de flesta i bandet har bakgrund i punken men också delar en kärlek till folkmusik från olika delar av världen, till exempel nordafrika, Balkan och mellanöstern. Bland influenserna nämns punkbanden Dead Kennedys, Exploited, Bad Brains och Discharge men även artister som Nirvana, Sonic Youth och Thåström.
Albumet fick ett gott mottagande och bandet jämfördes i musiktidningen Gaffa med bland andra Mano Negra, The Clash och den svenska punk-/skagruppen Monster. Lars Svantesson på Nyaskivor.se nämnde albumet som en av årets dittills bästa plattor och jämförde musiken med amerikanska Gogol Bordello.

## Låtlista
1. From Town To Town 3:15
2. Leila 3:26
3. Watcha Gonna Do With Your Life 5:13
4. Dustbin Of History 1:59
5. Embrace The Chaos 3:46
6. Golondrina Blues 4:50
7. Bring 'Em Down 3:57
8. Mayflies 4:01
9. False Unity 3:50
10. Itineranza  3:47
11. Renegade Democracy 3:13
12. Welcome To Europe 10:46

## Medverkande

### Bandmedlemmar
- Ragnar Bey - sång, akustisk gitarr
- Linus el Toro Fransson - trummor, percussion, sång
- Tomoko Sukenobu - bas, sång
- John Hagenby - gitarr, saz-cümbüs sång
- Walter Salé - dragspel, sång

### Övrig medverkan
- Henrik Sunbring - mastring, mixning
- Joachim Ekermann - inspelning, mastring